# Psammphiletria nasuta
Psammphiletria nasuta és una espècie de peix de la família dels amfílids i de l'ordre dels siluriformes.

## Morfologia
- Els mascles poden assolir 2,4 cm de longitud total.
- Nombre de vèrtebres: 34-36.[1]

## Hàbitat
És un peix d'aigua dolça i de clima tropical.

## Distribució geogràfica
Es troba a Àfrica: riu Ubangui (conca del riu Congo, República Centreafricana).